# Sowelu
Sowelu, pseudonimo di Aki Harada (Tokyo, 6 novembre 1982), è una cantante giapponese figlia del giapponese Yoshitaka Shimada e di una madre di origine giapponese ed irlandese.

## Carriera
La sua carriera inizia nel 2002 con l'uscita del suo primo singolo dal titolo Beautiful Dreamer, una ballata d'amore che ottenne un modesto successo di pubblico e che fu successivamente inserita nella compilation Relaxin' with Japanese Lovers. Nonostante questo primo singolo, iniziò ad avere successo solo con l'uscita del suo primo album dal titolo 
Geofu, uscito nell'estate del 2003. Inaspettatamente l'album ottenne un ottimo successo, piazzandosi al quarto posto della classifica giapponese e vendendo oltre 300000 copie. Il primo singolo estratto da Geofu, dal titolo Rainbow, fu usato come theme song per il dramma giapponese Netsuretsuteki Chukahanten, mentre l'altro "Lato A" di 
questo singolo, dal titolo breath ~Omoi no Youryo~, fu usato per la campagna di promozione nazionale della JFN Radio.
Nell'aprile 2004 pubblica un altro importante singolo, Glisten, che fu usato per un "make-up" commerciale dei prodotti Menard e che ottenne un discreto successo nel mercato giapponese. Grazie a questo successo ottenne anche una crescente fama e le fu proposto di cantare la sigla finale del popolare anime della TBS Fullmetal Alchemist, dal titolo I Will. Grazie a questa canzone anche le altre due inserite nel singolo I Will, Candy Rain e Pearl Color ni Yurete, divennero molto popolari fra i fans americani. Nel 2005 la sua canzone Candy Rain fu inserita nell'album Soul Tree: a Musical Tribute to Toshinobu Kubota, mentre Pearl Color ni Yurete fu inserita nell'album tributo a Momoe Yamaguchi dal titolo Thank You For....
Allo stesso modo il suo terzo singolo Fortune fu selezionato per la compilation americana di J-pop intitolata Neo Soul e Across My Heart scritta da Kenny Lerum e Barry J. Eastmond, estratta dall'album Geofu, fu aggiunta all'album Smooth Listening Compilation.
Nel novembre 2004 Sowelu pubblicò il suo ottavo singolo Last Forever che divenne la sigla televisiva del nuovo dramma There goes Nurse-man e la sua cover di The Rose fu utilizzata nella pubblicità del Nescafé.
Il 7 gennaio 2005, dopo un anno e mezzo di attesa, pubblicò il suo secondo album, intitolato Sweet Bridge. A distanza di pochi mesi, il 20 luglio 2005, pubblicò anche un terzo album intitolato Heads or Tails?.
Nello stesso anno Sowelu collaborò all'album BEAT SPACE NINE dei m-flo, nella canzone So Exclusive e più tardi al loro album DOPE SPACE NINE nella stessa canzone remixata dalla fusion band coreana Clazziquai.
Il 12 luglio 2006 viene messo in vendita il quarto album della cantante 24 -twenty four-. Questo è finora l'album di maggior successo di Sowelu, posizionandosi al terzo posto della classifica giapponese per due settimane. Una delle canzoni dell'album 守るべきもの (Mamoru Beki Mono) è stata inserita alla fine del nono film dei pokémon: Pokémon Ranger e il Tempio del Mare.
Il 12 dicembre 2007 esce il suo diciassettesimo singolo intitolato 光 / Hikari. Il singolo ha ottenuto un discreto successo, piazzandosi al 28º posto della Oricon Weekly Charts.
Recentemente ha partecipato alla campagna Nike 2008 MY MUSIC, MY FORCE, assieme a Perfume, Home Made Kazoku, TVXQ (conosciuti in Giappone come Tohoshinki), Shota Moriyama e Shōko Nakagawa.
Sempre nel corso del 2008 ha pubblicato il suo ultimo album, Naked.

## Discografia

### Album
- Geofu data di uscita: 25 giugno 2003 - Posizione in classifica: 4º
- SWEET BRIDGE data di uscita: 7 gennaio 2005 - Posizione in classifica: 5º
- Heads or Tails? data di uscita: 20 luglio 2005 - Posizione in classifica: 10º
- 24 -twenty four- data di uscita: 12 luglio 2006 - Posizione in classifica: 3º
- Naked data di uscita: 9 aprile 2008 - Posizione in classifica: 11º

### Raccolte
- Sowelu The Best 2002 - 2009 data di uscita: 18 marzo 2009 - Posizione in classifica: 18º